# Chūō-ku (Kōbe)
Chūō-ku (中央区?) è uno dei nove quartieri di Kōbe, nella prefettura di Hyōgo, sull'isola di Honshū, in Giappone.